# Klaue (Paarhufer)

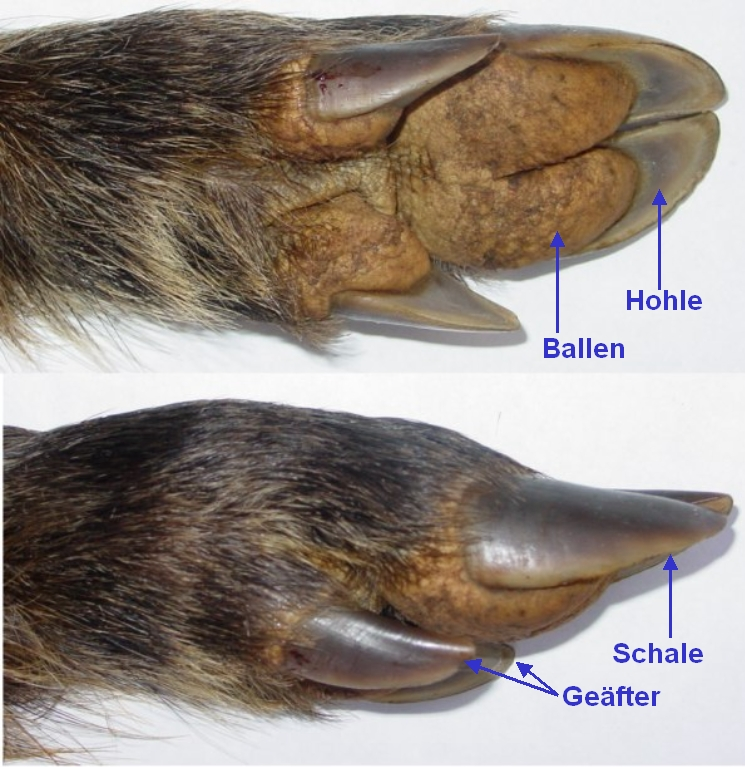
Schalen des Vorderlaufes des Wildschweins (Sus scrofa)

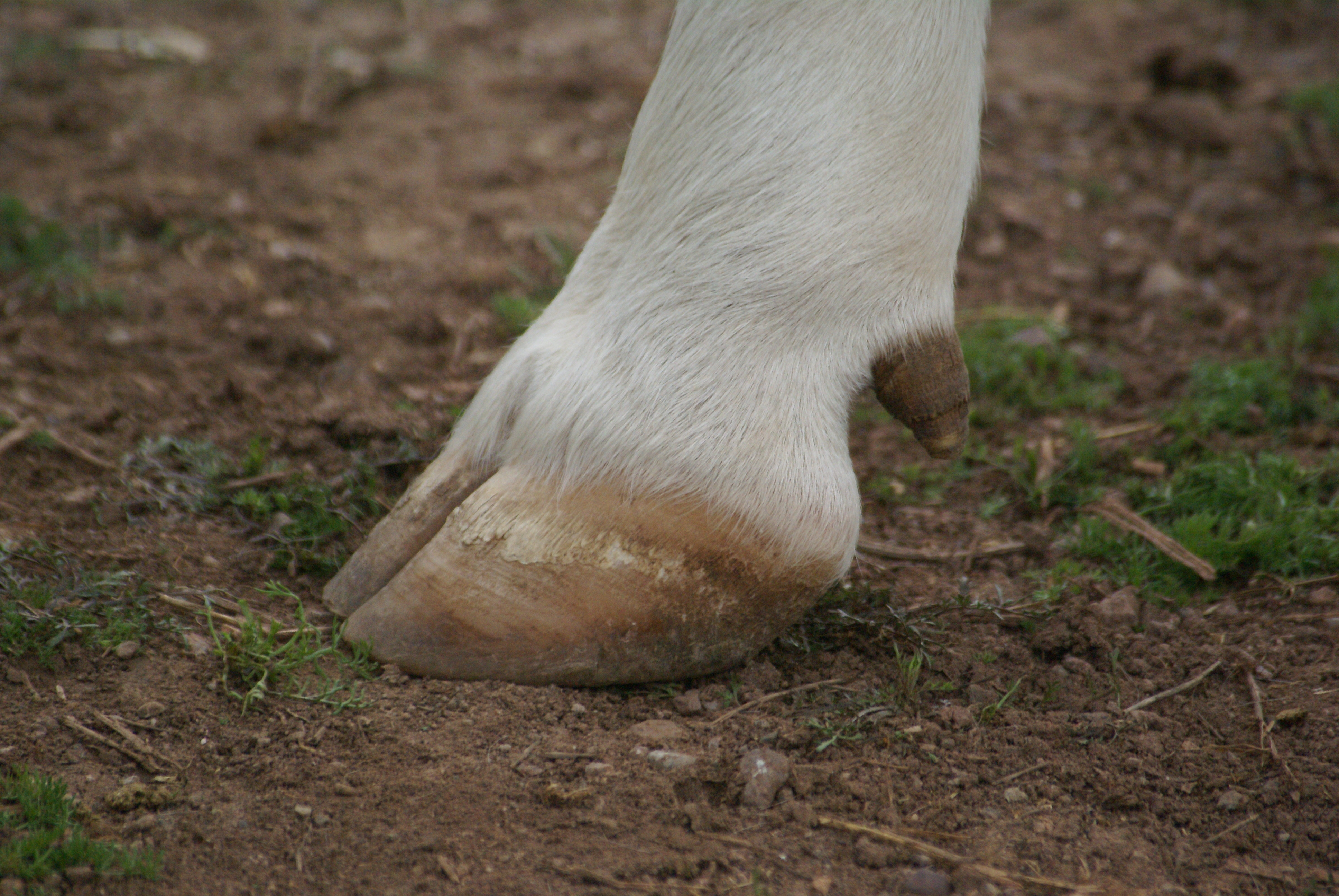
Die hufartigen Klauen und die Afterklauen des Hausrindes (Bos taurus)

Klaue ist der Name für das Zehenendorgan der Paarhufer mit Ausnahme der Kamele. Teilweise wird die Bezeichnung Klaue auch für die Zehen mitsamt dem verhornten Endorgan verwendet, also für einen größeren Teil am Ende des Fußes. In der Jägersprache werden die Klauen der jagdbaren Wiederkäuer und des Wildschweins als Schalen bezeichnet und diese Wildarten als Schalenwild. In der Trivialsprache werden Tiere mit Klauen auch als Klauentiere zusammengefasst.

## Afterklauen
Die kleineren Klauen der 2. und 5. Zehe (die ursprünglich vorhandene erste Zehe fehlt bei heutigen Paarhufern immer) sitzen weiter hinten am Lauf und höher, man nennt sie daher Afterklauen (das heißt „Hinterklauen“) oder seltener Oberklauen. In der Jägersprache wird dieses kleine Schalenpaar als Geäfter bezeichnet. Beim Wildschwein ist das Geäfter deutlich ausgeprägt. Daher ist es in der Fährte stets abgedrückt. Beim übrigen Schalenwild ist das Geäfter in der Fährte nur sichtbar, wenn der Lauf tief einsinkt. Das ist bei flüchtigem Wild häufig der Fall, aber nur selten bei ruhig ziehendem Wild.
Außer bei den Schweineartigen sind die Afterklauen keine Zehen, sondern nur Hornkappen unter den Fesseln ohne knöcherne Grundlage. Sie können aber sehr lang wachsen, wenn sie nicht abgenutzt werden.

## Klauenerkrankungen
Viele Krankheiten der Klauen bei den Haustieren sind Folge von Haltungsfehlern. Bei starker Zerstörung der Klauen können sie zum Ausschuhen führen.
Beim Hausrind kommen folgende Klauenerkrankungen vor:
- Klauenrehe
- Ballenfäule
- Hohle Wand
- Klauensohlengeschwür
- Zwischenklauenwulst (Hyperplasia interdigitalis, Limax, Tylom)
- Infektiöse Zwischenklauennekrose (Panaritium)
- Mortellaro-Krankheit (Dermatitis digitalis)

Bei kleinen Wiederkäuern (Schafe und Ziegen) sind die Moderhinke und der Klauenwurm verbreitet.